# 남곡
남곡(南曲)은 남송 시대, 저장성의 융자 현을 중심으로 일어난 이른바 희문(戱文)으로서 원나라 시대에 와서도 행해졌으나 북곡만큼은 떨치지 못했다. 그래도 명나라 시대의 서위(徐渭)가 지은 〈남사서록〉(南詞敍錄)(宋元舊篇)에 남희(南戱) 60여종의 목록이 있으며 〈영락대전〉(永樂大典)에는 희문 33종이 수록되어 있다.
남곡의 걸작으로는 고명(高明)의 〈비파기〉(琵琶記)를 들 수 있으며 북곡의 대표작 〈서상기〉와 비견된다고 하겠다. 고명은 저장성 원저우 사람으로, 진사가 되어 각지로 임관되었으나 후에 사임하여 사작(詞作)을 즐겼다. 〈비파기〉 42척은 비파를 연주하면서 남편을 찾아 헤매는 아내의 정절을 그린 희문이며 그 생명이 긴 것으로도 유명하다. 그러나 이보다 앞서 나온 비슷한 작품으로는 고즉성(高則誠)이라는 사람의 〈비파기〉가 있으며 줄거리도 이미 송나라 시대에 일반 민중 사이에 유포되고 있었다.